# Дуги мишић приводилац
Дуги мишић приводилац је скелетни мишић и један од мишића примицача кука који се налази у бутини, који формира унутрашњи зид бутног (феморалног) троугла Његова главна функција је примицање бутине. Инервисан је од запорног живца.

## Галерија
- Right hip bone. External surface.
- Muscles of the iliac and anterior femoral regions.
- Deep muscles of the medial femoral region.
- The left femoral triangle.
- The femoral artery.
- The lumbar plexus and its branches.
- Cross section through thigh.
- Adductor longus muscle
- Adductor longus muscle
- Adductor longus muscle
- Adductor longus muscle
- Adductor longus muscle
- Adductor longus muscle
- Adductor longus muscle
- Adductor longus muscle
- Adductor longus muscle
- Muscles of thigh. Cross section.
- Muscles of thigh. Anterior views.